# Villardefrades
Villardefrades es un municipio de España perteneciente a la provincia de Valladolid,  en la comunidad autónoma de Castilla y León. Tiene una población de 136 habitantes (INE 2024).

## Geografía
Se encuentra a 65 km de la capital vallisoletana, estando atravesado por la autovía del Noroeste entre los pK 211 y 219. Forma parte de la comarca de la Tierra de Campos vallisoletana, contando con un terreno llano con algunas ondulaciones y levemente descendente desde los montes Torozos hacia el río Sequillo, que hace de límite por el norte. El pueblo se alza a 735 m sobre el nivel del mar, si bien al sureste se alcanzan alturas de más de 830 m (Monte de Almaraz) y al norte descienden hasta los 709 m. El municipio tiene una superficie de 36,41 km².
| Noroeste: San Pedro de Latarce | Norte: Villanueva de los Caballeros | Noreste: Urueña |
| Oeste: Villavellid             |                                     | Este: Urueña    |
| Suroeste: Villavellid          | Sur: Tiedra                         | Sureste: Urueña |

## Historia

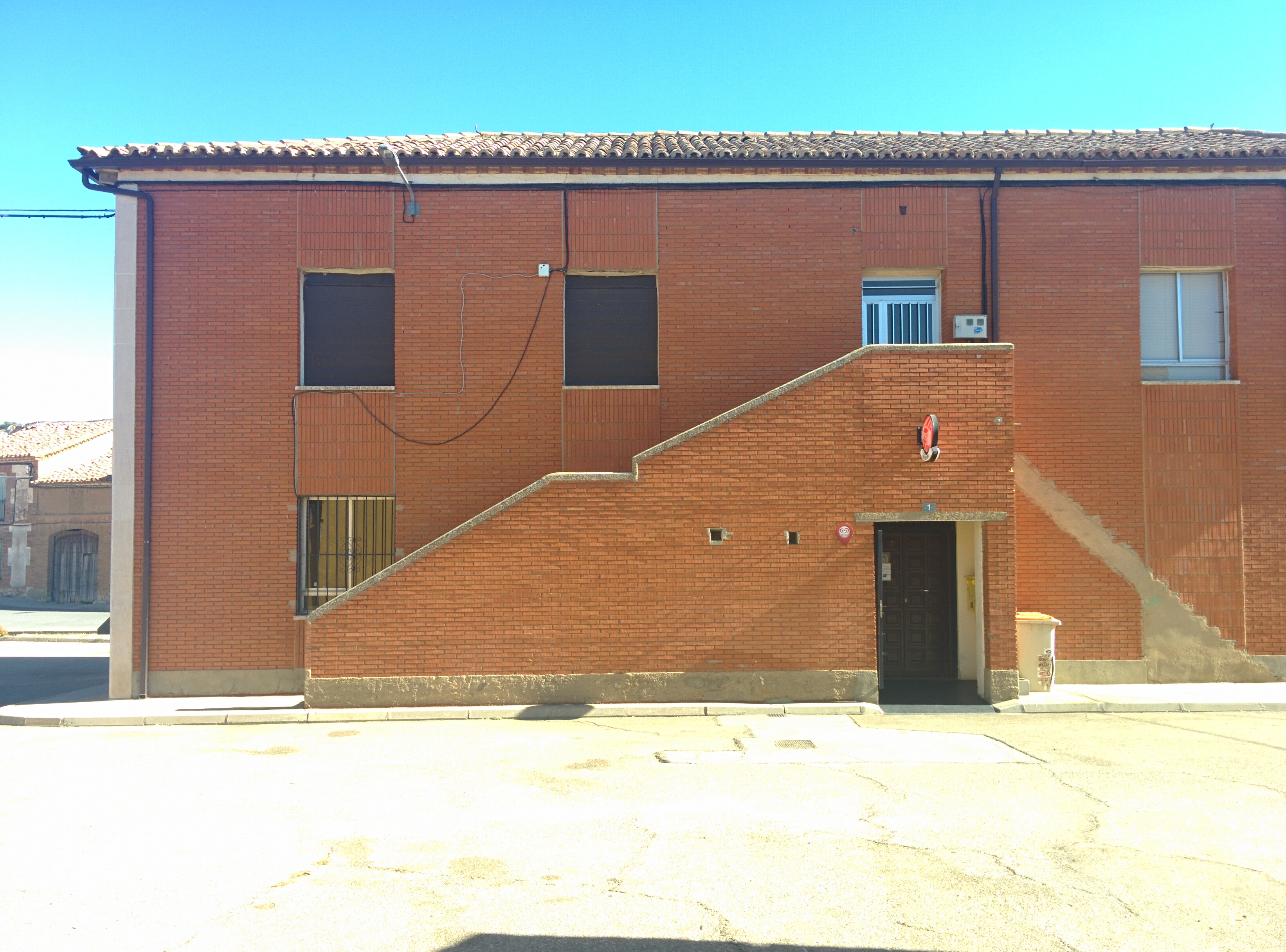
Casa consistorial

A mediados del siglo XIX, la villa tenía contabilizada una población de 652 habitantes. Aparece descrita en el decimosexto volumen del Diccionario geográfico-estadístico-histórico de España y sus posesiones de Ultramar de Pascual Madoz de la siguiente manera:

VILLAR DE FRADES: v. con ayunt. y estafeta de correos en la prov., aud. terr. y c. g. de Valladolid (9 leg.), part. jud. de la Mota del Marqués (2), dióc. de Zamora (9): sit. en medio de una estensa llanura con buena ventilacion y clima sano: tiene 180 casas; la consistorial, 3 posadas; escuela de instruccion primaria á cargo de un maestro pagado de los fondos públicos; 2 igl. parr. (San Pelayo y San Cucufat), otra bajo la advocacion de San Andrés, que habiéndose empezado á construir á espensas del Illmo. Señor Fr. Andrés Gonzalez Cano, hijo de esta v. y ob. de la Nueva Cáceres, se halla sin concluir y en suspenso por falta de fondos, á pesar de lo adelantado de la obra; fuera de la pobl. hay un pozo que surte al vecindario para beber aunque sus aguas no son de las mejores: confina el térm. con los de Almaraz, Villavelli, San Pedro del Atarce, Villanueva de los Caballeros y Urueña; dentro de él se encuentra una ermita: el terreno bañado por los arroyos Guajoz y Sequillo es de buena calidad; sobre el último hay un puente de piedra con 3 arcos. caminos: los locales y la carretera de Madrid á Galicia. correo}: se recibe en su estafeta por el conductor del general; en la indicada carrera y para su servicio hay una parada de postas con 8 caballos. prod.: cereales, legumbres, vino y pastos, con los que se mantienen las yuntas necesarias para la labranza y ganado lanar. ind.: la agrícola, 2 molinos harineros de viento y varios de los oficios mas indispensables. pobl.: 140 vec., 652 alm. cap. prod.: 550,000 rs. imp. 132,000
(Madoz, 1850, p. 238)

## Demografía
Cuenta con una población de 136 habitantes (INE 2024).
| Gráfica de evolución demográfica de Villardefrades entre 1842 y 2021 |
| |
| Población de derecho según los censos de población del INE Población de hecho según los censos de población del INEEntre el censo de 1970 y el anterior, crece el término del municipio porque incorpora a 47500 (Almaraz de la Mota) |

| 272                  | 248 | 244 | 219 | 189 | 171 | 149 |
| (Fuente: www.ine.es) |     |     |     |     |     |     |